# Alfredo Saint Jean

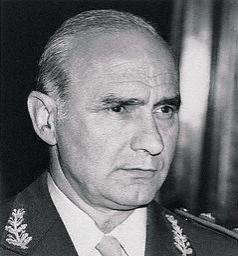
Alfredo Saint Jean

Alfredo Oscar Saint-Jean (* 11. November 1926 in Chascomús, Argentinien; † 1. September 1987) war ein argentinischer General und vom 18. Juni 1982 bis zum 1. Juli 1982 für knapp zwei Wochen Übergangspräsident der Republik Argentinien.
Im Juni 1982 übernahm er das Amt des Staatspräsidenten interimsweise von Leopoldo Galtieri und wurde nach 13 Tagen von General Reynaldo Bignone abgelöst.
| Vorgänger         | Amt                                           | Nachfolger       |
| ----------------- | --------------------------------------------- | ---------------- |
| Leopoldo Galtieri | Führer des argentinischen Militärregimes 1982 | Reynaldo Bignone |

| Personendaten    | Personendaten                                  |
| ---------------- | ---------------------------------------------- |
| NAME             | Saint Jean, Alfredo                            |
| ALTERNATIVNAMEN  | Saint-Jean, Alfredo Oscar (vollständiger Name) |
| KURZBESCHREIBUNG | argentinischer General                         |
| GEBURTSDATUM     | 11. November 1926                              |
| GEBURTSORT       | Chascomús, Argentinien                         |
| STERBEDATUM      | 1. September 1987                              |